# Klaus Schneider (Maler)
Klaus Schneider (* 5. Dezember 1952 in Ingolstadt; † 6. April 2007 in Nürnberg) war ein deutscher Maler und Grafiker.

## Leben
Schneider war der jüngere von zwei Söhnen seiner Familie und wuchs im Ingolstädter Piusviertel auf. Da sein Vater sich neben seiner Haupttätigkeit als Lektor und Schriftsetzer in seiner Freizeit selbst als Maler betätigte, kam er früh mit Kunst und Malerei in Berührung und erfuhr wohl hier bereits die erste Inspiration. Nach einer Lehre als Bankkaufmann bei der Stadtsparkasse Ingolstadt studierte Schneider von 1978 bis 1984 Malerei und Freie Graphik bei Clemens Fischer an der Akademie der Bildenden Künste in Nürnberg. 1981 wurde er zum Meisterschüler ernannt. Den Akademiepreis erhielt er 1981 und 1982 und wurde 1986 mit dem Debütanten-Preis ausgezeichnet der gleichzeitig seinen Start in die freiberufliche künstlerische Tätigkeit markierte. In der Folge wurde er mehrmals ausgezeichnet, so zum Beispiel mit dem Wolfram-von-Eschenbach-Preis, mit dem Förderpreis des Bezirks Mittelfranken (1989), mit einer Medaille im Rahmen des 2. Internationalen Wettbewerbes für Malerei und Grafik in Mapello/Bergamo (1991) und mit einem der Kunstpreise der Tageszeitung Nürnberger Nachrichten (2002). 
Schneider war Mitglied der seit 1947 bestehenden Nürnberger Künstlervereinigung Der Kreis, an deren europaweiten Aktivitäten er sich beteiligte.

## Werk
Schneider war ein Künstler zwischen Eros und Thanatos. Seine Arbeiten thematisieren durchweg elementare menschliche Erfahrungen wie Liebe, Leidenschaft, Verlust, Schmerz und Tod. Auch den eigenen Tod bezog er in den letzten Jahren seines Lebens immer wieder in sein Schaffen ein.

## Schriften
- Aus der Schattenwelt Nürnberger Nachrichten 12. Juni 1986 (S. 23)
- Das Leben als extreme Grenzsituation Nürnberger Nachrichten 28. Februar 2000
- Geschichte des Körpers als Monster-Märchen Erlanger Nachrichten 6. Oktober 2001
- Klaus Schneider Sandorama Galerie Mai 1988